# François Chatriot
François Chatriot (* 1. Januar 1952 in Compiègne) ist ein ehemaliger französischer Rallye- und Rundstrecken-Rennfahrer.

## Karriere
François Chatriot begann 1973 seine Karriere als Rallyepilot und nahm 1981 bei der Rallye Monte Carlo erstmals als Fahrer an einem Lauf der Rallye-Weltmeisterschaft teil. 1982 erzielte er mit seinem Erfolg bei der Rallye Terre de Provence seinen ersten Laufsieg zur französischen Rallye-Meisterschaft. Zu diesem Zeitpunkt war Chatriot bereits Werksfahrer bei Renault und steuerte einen Renault 5 Turbo. 1986 erzielte er mit dem zweiten Platz bei der Rallye Korsika sein bisher bestes Ergebnis in der Rallye-Weltmeisterschaft und gewann im selben Jahr die letzte Tour de France für Automobile. Beim Kampf um die französische Rallye-Meisterschaft musste er sich nur knapp gegen Didier Auriol geschlagen geben.
Nachdem Renault nach der Saison 1987 sein Werksengagement im Rallyesport beendet hatte, wechselte Chatriot 1988 zu Prodrive, wo er einen BMW M3 erhielt. Auf diesem Fahrzeug wurde er 1989 und 1990 französischer Rallye-Meister und stand mit dem zweiten beziehungsweise dritten Platz bei der Rallye Korsika erneut auf dem Podium. Im folgenden Jahr absolvierte er für Prodrive im Subaru Legacy vereinzelte Läufe zur Rallye-Weltmeisterschaft, ehe er ab 1992 als Nissan-Werksfahrer den Nissan Sunny GTi-R pilotierte. Das Fahrzeug war jedoch nicht konkurrenzfähig und so zog Nissan sich nach der Saison wieder aus der Rallye-Weltmeisterschaft zurück, womit auch Chatriot sein Cockpit verlor.
1993 erreichte Chatriot als Gaststarter bei der Rallye Korsika in einem Toyota Celica Turbo 4WD erneut den dritten Platz und erzielte damit seine insgesamt vierte Podiumsplatzierung in der Rallye-Weltmeisterschaft. Im folgenden Jahr war er bei vier Rallyes in der französischen Rallye-Meisterschaft siegreich und schloss die Saison auf dem dritten Meisterschaftsplatz ab. 1995 gewann er die Trophée Andros. Im Peugeot 306 Maxi nahm er 1996 neben der Rallye Monte Carlo noch an drei Läufen der französischen Rallye-Meisterschaft teil, darunter auch die Rallye Korsika. Diese flossen in diesem Jahr jedoch beide nicht in die Wertung der Weltmeisterschaft ein. Anschließend beendete Chatriot seine Karriere als Rallyefahrer.
Chatriot arbeitet heute als ein für sportliche Belange zuständiger Repräsentant von Citroën.